# Carl Steffeck
Carl Steffeck (Berlin, 1818. április 4. – Könisberg (ma Kalinyingrád), 1890. július 11.) német festő. 

## Életpályája
Franz Krüger és Carl Joseph Begas tanítványa volt, később Párizsban Delaroche-nál és Vernet-nél tanult. 1840−1842-ben Olaszországban tartózkodott és különös ügyességre tett szert lovak festésében. 1880-ban a königsbergi Művészeti Akadémia igazgatója lett. Legkiválóbb művei: Albrecht Adylles harca a nürnbergiekkel a zászlóért (1848, Berlini Nemzeti Képtár); A napernyőért marakodó kutyák (1850, Berlini Nemzeti Képtár); Úsztatás; Hallali!; Ménes; Erdőn át lovagoló cigány fiú; Kanca, holt csikójával; I. Vilmos császár, Frigyes Vilmos trónörökös, Manteuffel tábornok lovas képmásai; Vilmos császár a königgrätzi csatatéren (Berlini királyi palota); I. Vilmos császár Sedannál átveszi III. Napóleon levelét (Berlini Fegyvermúzeum) stb. Vadász- és állatképei a festői felfogás fejlődéséről tanúskodnak.